# 六フッ化レニウム
六フッ化レニウム,また、フッ化レニウム（VI） 、（ReF6）はレニウムとフッ素の化合物であり、17種類の既知のバイナリ六フッ化物の1つ。

## 合成
六フッ化レニウムは、七フッ化レニウムと追加のレニウム金属を圧力容器内で300°Cで組み合わせることによって製造される。
6 ReF7 + Re → 7 ReF6